# Парк імені Тараса Шевченка (Боярка)
Парк імені Тараса Шевченка (Боярка) — парк, розташований в місті Боякра Київській області, на перетині двох вулиць - Молодіжна та Б. Хмельницького біля стадіону «Зеніт». Має статус «Парк-пам'ятка садово-паркового мистецтва місцевого значення», статус присвоєно рішенням Київської обласної рідаи від 21.03.2023 № 520-16-VIII. 

## Опис та історія парку

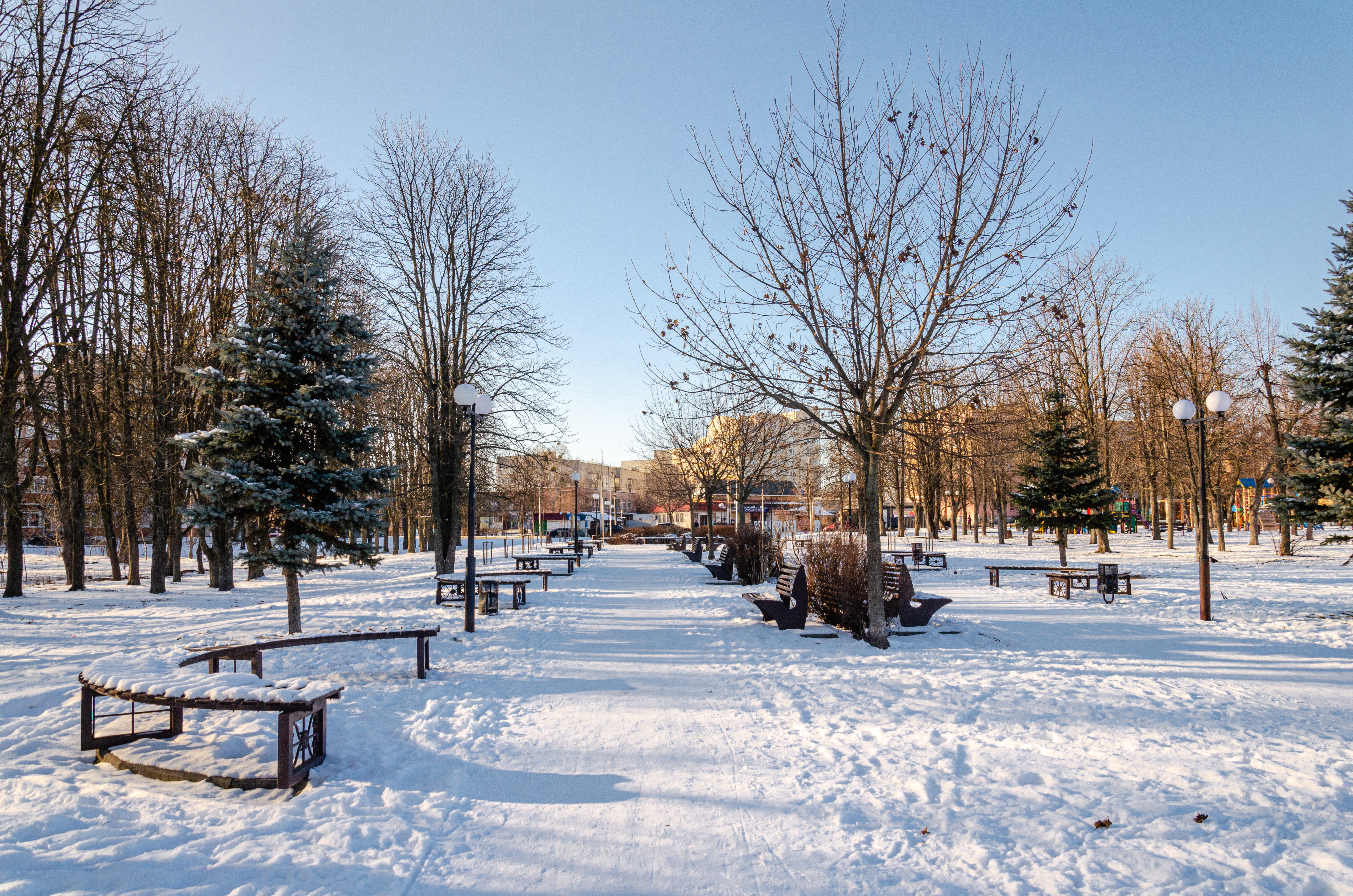
Парк імені Тараса Шевченка (Боярка)

Парк-пам'ятка садово-паркового мистецтва місцевого значення «Парк ім. Т. Шевченка» має орієнтовну площу 12,5507 га. знаходиться на території м. Боярка та с. Тарасівка Фастівського району Київської області. До парку-пам'ятки входить дві ділянки які розділяє залізниця: одна ділянка-міський парк ім. Т. Шевченка в м. Боярка площею 8,0507 га. та друга ділянка парку в селі Тарасівка площею 4,5000 га.
Рельєф території рівнинний хвилястий. Ґрунтовий покрив представлений сірими грунтами. Клімат помірно континентальний. Територія парку має величезне рекреаційне значення для мешканців м. Боярка та прилеглих сіл та містечок. Парк ім. Т. Шевченка був штучно створений приблизно у 1960 роки, він має насадження клена, каштана, тополі чорної, липи, берези, яблуні, робинії, чорного горіха віком 40-60 років. В парку є маленька водойма. На території парку  впродовж року зустрічається 38 видів осілих та мігруючих птахів, серед которих синиця велика та блакитна охороняються Бернською конвенцією. Також тут зустрічається рідкісний вид комах, що занесений до Червоної книги України - подалірій. Крім того, тут зустрічається 6 видів кажанів, що також занесені до Червоної книги України - лилик пізний, вечірниця мала, вечірниця руда, нетопир білосмугий, нетопир лісовий, нетопир карлик. 

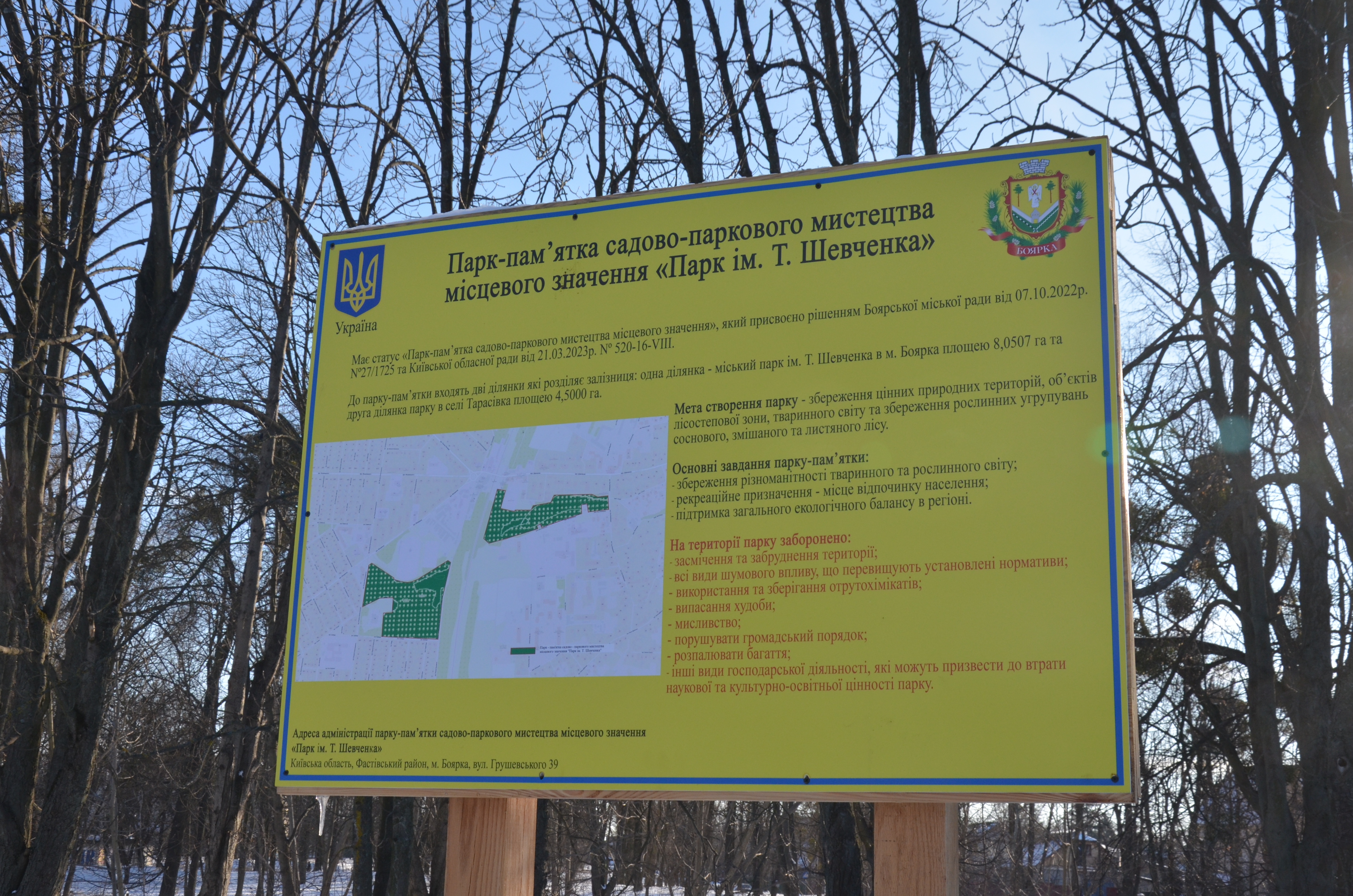
Парк імені Тараса Шевченка (Боярка)

Активісти Боярської громади захищали парк у судах від планів забудови.